# 立花宗和
立花 宗和（たちばな むねかず、1965年〈昭和40年〉10月12日 - ）は、福岡県柳川市出身の日本のパイロット、テニス指導者。
日本航空執行役員、公益財団法人航空輸送技術研究センター非常勤理事、公益財団法人立花財団評議員、慶應義塾高等学校テニス部監督。
筑後柳川藩立花家次期当主。

## 経歴
第17代当主・立花宗鑑の長男として誕生。
幼少期よりテニスに打ち込み、大学の先輩がパイロットになったのをきっかけに日本航空に入社。入社後はパイロットとして活躍し、機長や運航乗員部部長を務める。社業以外には前述のテニス経験から神奈川県の慶應義塾高校のテニス部監督も務めている。
日本航空常務執行役員安全推進本部長であったが、2024年12月に発覚したパイロットの過剰飲酒問題に関して安全推進本部長としての責任を取り、執行役員に降任し現在に至る。

## 人物
- パイロットの仕事柄、福岡空港でのフライトでは、かつて自身の先祖でもある立花宗茂や代々の立花家が治めた、柳川市や立花山城上空を飛行することもあるという[2]。
- 出身地の福岡空港が板付空港と呼ばれていた頃から馴染みがある[2]。
- 曾祖父の島村速雄は長身で、自身の身長も190cmの長身である[10]。

## 系譜
- 父：立花宗鑑